# Polnischer Fußballpokal 2008/09

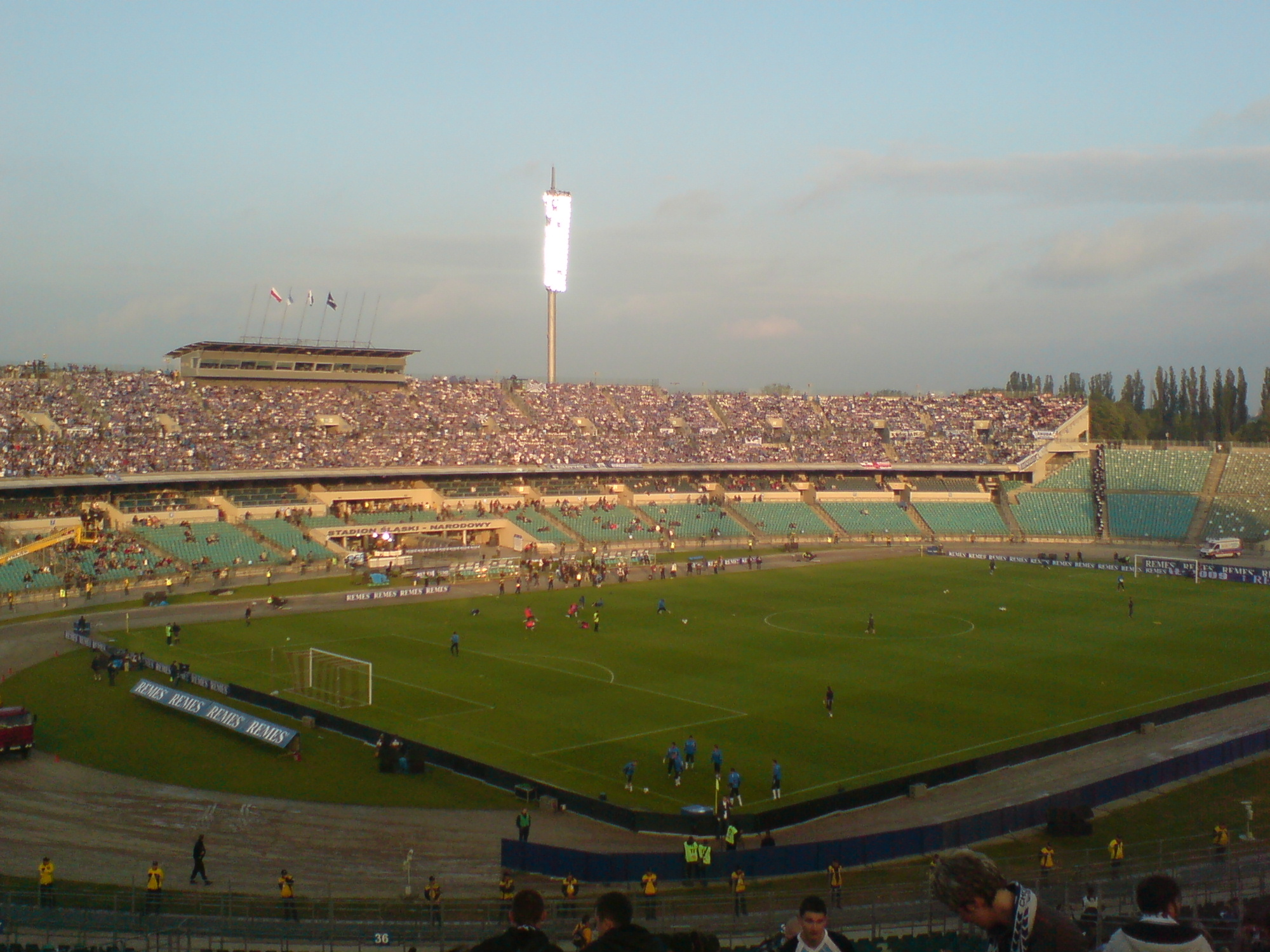
Spielszene des polnischen Pokalfinales 2009 zwischen Ruch Chorzów und Lech Posen im Stadion Śląski, Chorzów

Der Puchar Polski 2008/09 war die 55. Ausspielung des polnischen Pokalwettbewerbs. Er begann am 30. Juli 2008 mit den Ausscheidungsspielen zur Vorrunde und endete am 19. Mai 2009 mit dem Finale im Stadion Śląski in Chorzów.
Lech Posen gewann den nationalen Pokal bei seiner sechsten Finalteilnahme zum fünften Mal. Endspielgegner Ruch Chorzów erreichte zum achten Mal  das Finale und verlor dabei zum fünften Mal. Durch den Pokalgewinn qualifizierte sich Lech Posen für die Teilnahme an der 3. Qualifikationsrunde der Europa League 2009/2010.
Titelverteidiger Legia Warschau schied im Halbfinale aus.

## Teilnehmende Mannschaften
Für die Hauptrunde waren folgende 66 Mannschaften qualifiziert:
| Ekstraklasa 16 Vereine der Saison 2007/08 | 2. Liga 18 Vereine der Saison 2007/08 | 32 regionale Teilnehmer der Woiwodschaften der Saison 2007/08 |
| Wisła Krakau Legia Warschau (TV) Dyskobolia Grodzisk Wielkopolski 1 Lech Posen Zagłębie Lubin Korona Kielce Cracovia Górnik Zabrze GKS Bełchatów Ruch Chorzów ŁKS Łódź Odra Wodzisław Polonia Bytom Jagiellonia Białystok Widzew Łódź Zagłębie Sosnowiec | Lechia Gdańsk Śląsk Wrocław Piast Gliwice Arka Gdynia Znicz Pruszków Podbeskidzie Bielsko-Biała Polonia Warschau 1 Wisła Płock GKS 1962 Jastrzębie GKS Katowice Stal Stalowa Wola Motor Lublin Odra Opole Warta Posen Kmita Zabierzów Tur Turek Pelikan Łowicz ŁKS 1926 Łomża | - Ermland-Masuren Huragan Morąg - OKS 1945 Olsztyn - Großpolen Promień Opalenica - Nielba Wągrowiec - Heiligkreuz Naprzód Jędrzejów - KSZO Ostrowiec Świętokrzyski - Karpatenvorland Resovia Rzeszów - Stal Sanok - Kleinpolen Unia Tarnów - Przebój II Wolbrom - Kujawien-Pommern Zawisza Bydgoszcz - Victoria Koronowo - Lebus Arka Nowa Sól - Lechia II Zielona Góra - Lublin Chełmianka Chełm - Górnik Łęczna - Łódź Omega II Kleszczów - Sokół Aleksandrów Łódzki - Masowien Legia II Warschau - Hutnik Warschau - Niederschlesien Pogoń Oleśnica - Orzeł Ząbkowice Śląskie - Oppeln LZS Leśnica - GKS Starościn - Podlachien Warmia Grajewo - Supraślanka Supraśl - Pommern Bytovia Bytów - Lechia II Gdańsk - Schlesien Pniówek Pawłowice Śląskie - Koszarawa Żywiec - Westpommern Dąb Dębno - Kotwica Kołobrzeg |

## Ausscheidungsspiele zur Vorrunde
Die Ausscheidungsspiele zur Vorrunde fanden am 30. Juli 2008 mit acht der 32 regionalen Vertreter aus den Woiwodschaften statt.
| Datum      |                  | Ergebnis              |                              |
| ---------- | ---------------- | --------------------- | ---------------------------- |
| 30.07.2008 | Pogoń Oleśnica   | 1:0 n. V.             | Arka Nowa Sól                |
| 30.07.2008 | Chełmianka Chełm | 2:3                   | KSZO Ostrowiec Świętokrzyski |
| 30.07.2008 | Koszarawa Żywiec | 0:1                   | Unia Tarnów                  |
| 30.07.2008 | GKS Starościn    | 1:1 n. V. (6:7 i. E.) | Sokół Aleksandrów Łódzki     |

## Vorrunde
Die Vorrundenspiele mit den Siegern der Ausscheidungsspiele zur Vorrunde sowie den 24 verbleibenden Regionalmannschaften fanden am 13. August 2008 statt.
| Datum      |                           | Ergebnis              |                              |
| ---------- | ------------------------- | --------------------- | ---------------------------- |
| 13.08.2008 | OKS Stomil Olsztyn        | 0:3                   | Kotwica Kołobrzeg            |
| 13.08.2008 | Victoria Koronowo         | 0:1                   | Huragan Morąg                |
| 13.08.2008 | Omega II Kleszczów        | 2:2 n. V. (4:5 i. E.) | Promień Opalenica            |
| 13.08.2008 | Górnik Łęczna             | 2:0                   | Warmia Grajewo               |
| 13.08.2008 | Pniówek Pawłowice Śląskie | 2:1                   | Resovia Rzeszów              |
| 13.08.2008 | Przebój Wolbrom           | 0:2                   | Sokół Aleksandrów Łódzki     |
| 13.08.2008 | Stal Sanok                | 3:1                   | Unia Tarnów                  |
| 13.08.2008 | Bytovia Bytów             | 2:3 n. V.             | Dąb Dębno                    |
| 13.08.2008 | LZS Leśnica               | 2:1                   | KSZO Ostrowiec Świętokrzyski |
| 13.08.2008 | Orzeł Ząbkowice Śląskie   | 0:2                   | Pogoń Oleśnica               |
| 13.08.2008 | Lechia II Zielona Góra    | 0:2                   | Nielba Wągrowiec             |
| 13.08.2008 | Naprzód Jędrzejów         | 1:1 n. V. (4:5 i. E.) | Legia II Warschau            |
| 13.08.2008 | Hutnik Warschau           | 1:4                   | Zawisza Bydgoszcz            |
| 13.08.2008 | Supraślanka Supraśl       | 1:2                   | Lechia II Gdańsk             |

## 1. Runde
Die Spiele der 1. Runde fanden am 26. und 27. August 2008 statt. Es nahmen die 14 Gewinner der Vorrundenspiele sowie die 18 Mannschaften der 2. Liga teil. Stal Stalowa Wola erhielt ein Freilos, da es Polonia Warschau als Gegner zugelost bekommen hatte. Polonia übernahm den Platz von Dyskobolia Grodzisk in der Ekstraklasa und griff erst in der 2. Runde in den Wettbewerb ein.
| Datum      |                           | Ergebnis              |                            |
| ---------- | ------------------------- | --------------------- | -------------------------- |
| 26.08.2008 | Zawisza Bydgoszcz         | 0:1                   | Kmita Zabierzów            |
| 27.08.2008 | Kotwica Kołobrzeg         | 0:2                   | Arka Gdynia                |
| 27.08.2008 | Huragan Morąg             | 1:2 n. V.             | Warta Posen                |
| 27.08.2008 | Promień Opalenica         | 2:1                   | Pelikan Łowicz             |
| 27.08.2008 | Górnik Łęczna             | 5:1                   | Tur Turek                  |
| 27.08.2008 | Pniówek Pawłowice Śląskie | 1:3                   | Odra Opole                 |
| 27.08.2008 | Sokół Aleksandrów Łódzki  | 1:1 n. V. (1:4 i. E.) | Piast Gliwice              |
| 27.08.2008 | Stal Sanok                | 2:2 n. V. (5:4 i. E.) | Podbeskidzie Bielsko-Biała |
| 27.08.2008 | Dąb Dębno                 | 0:3                   | Lechia Gdańsk              |
| 27.08.2008 | LZS Leśnica               | 1:2                   | GKS 1962 Jastrzębie        |
| 27.08.2008 | Pogoń Oleśnica            | 1:3                   | GKS Katowice               |
| 27.08.2008 | Nielba Wągrowiec          | 1:0                   | Śląsk Wrocław              |
| 27.08.2008 | Legia II Warschau         | 0:3                   | Motor Lublin               |
| 27.08.2008 | Lechia II Gdańsk          | 3:0                   | Znicz Pruszków             |
| 27.08.2008 | Wisła Płock               | 8:0                   | ŁKS 1926 Łomża             |

## 2. Runde
Die Spiele der 2. Runde fanden am 23. und 24. September sowie am 7. Oktober 2008 statt. Es nahmen die 16 Gewinner der 1. Runde sowie die 16 Mannschaften der Ekstraklasa teil.
| Datum      |                     | Ergebnis  |                       |
| ---------- | ------------------- | --------- | --------------------- |
| 23.09.2008 | Stal Stalowa Wola   | 1:0       | GKS Bełchatów         |
| 23.09.2008 | Nielba Wągrowiec    | 0:3       | Polonia Warschau      |
| 23.09.2008 | Górnik Łęczna       | 2:3 n. V. | Cracovia              |
| 23.09.2008 | GKS Katowice        | 3:4 n. V. | Górnik Zabrze         |
| 23.09.2008 | Odra Opole          | 2:0       | Polonia Bytom         |
| 23.09.2008 | Wisła Płock         | 1:2 n. V. | Legia Warschau        |
| 24.09.2008 | Stal Sanok          | 1:0       | Widzew Łódź           |
| 24.09.2008 | Motor Lublin        | 0:2       | ŁKS Łódź              |
| 24.09.2008 | Promień Opalenica   | 1:0       | Zagłębie Sosnowiec    |
| 24.09.2008 | Warta Posen         | 0:2       | Ruch Chorzów          |
| 24.09.2008 | Kmita Zabierzów     | 3:0       | Korona Kielce         |
| 24.09.2008 | GKS 1962 Jastrzębie | 3:4 n. V. | Zagłębie Lubin        |
| 24.09.2008 | Piast Gliwice       | 0:4       | Lech Posen            |
| 24.09.2008 | Lechia II Gdańsk    | 0:3       | Wisła Krakau          |
| 24.09.2008 | Arka Gdynia         | 1:2       | Odra Wodzisław        |
| 07.10.2008 | Lechia Gdańsk       | 0:1       | Jagiellonia Białystok |

## 3. Runde
Die Spiele der 3. Runde fanden am 28. und 29. Oktober 2008 statt.
| Datum      |                   | Ergebnis              |                       |
| ---------- | ----------------- | --------------------- | --------------------- |
| 28.10.2008 | Cracovia          | 3:0                   | ŁKS Łódź              |
| 28.10.2008 | Kmita Zabierzów   | 0:2                   | Polonia Warschau      |
| 28.10.2008 | Lech Posen        | 1:0                   | Odra Wodzisław        |
| 28.10.2008 | Odra Opole        | 0:2                   | Ruch Chorzów          |
| 29.10.2008 | Legia Warschau    | 0:0 n. V. (8:7 i. E.) | Jagiellonia Białystok |
| 29.10.2008 | Promień Opalenica | 1:4                   | Zagłębie Lubin        |
| 29.10.2008 | Wisła Krakau      | 2:1                   | Górnik Zabrze         |
| 29.10.2008 | Stal Sanok        | 2:0                   | Stal Stalowa Wola     |

## Viertelfinale
Die Spiele wurden in Hin- und Rückspielen ausgetragen. Die erstgenannten Mannschaften hatten zuerst Heimrecht. Die Hinspiele fanden am 4., 17. und 18. März 2009, die Rückspiele am 7. und 8. April 2009 statt.
|                  | Gesamt |                | Hinspiel | Rückspiel |
| ---------------- | ------ | -------------- | -------- | --------- |
| Wisła Krakau     | 1:3    | Lech Posen     | 0:1      | 1:2       |
| Ruch Chorzów     | 5:1    | Zagłębie Lubin | 3:0      | 2:1       |
| Legia Warschau   | 4:2    | Stal Sanok     | 3:1      | 1:1       |
| Polonia Warschau | 3:2    | Cracovia       | 1:0      | 2:2       |

## Halbfinale
Die erstgenannten Mannschaften hatten zuerst Heimrecht. Die Hinspiele fanden am 29. und 30. April, die Rückspiele am 6. und 7. Mai 2009 statt.
|                | Gesamt          |                  | Hinspiel | Rückspiel |
| -------------- | --------------- | ---------------- | -------- | --------- |
| Legia Warschau | 0:2             | Ruch Chorzów     | 0:1      | 0:1       |
| Lech Posen     | 1:1 (3:0 i. E.) | Polonia Warschau | 1:1      | 1:1 n. V. |

## Finale
| Ruch Chorzów                             | Ruch Chorzów | Lech Posen | Lech Posen |
| ---------------------------------------- | --- | --- | ---------- |
| Ruch Chorzów                             | \| 19. Mai 2009 in Chorzów (Stadion Śląski) \| \| Ergebnis: 0:1 (0:0) \| \| Zuschauer: 25.000 \| \| Schiedsrichter: Tomasz Mikulski (Lublin) \| | \| 19. Mai 2009 in Chorzów (Stadion Śląski) \| \| Ergebnis: 0:1 (0:0) \| \| Zuschauer: 25.000 \| \| Schiedsrichter: Tomasz Mikulski (Lublin) \| | Lech Posen |
| Ruch Chorzów                             | Krzysztof Pilarz – Ariel Jakubowski, Rafał Grodzicki, Ireneusz Adamski, Tomasz Brzyski – Wojciech Grzyb, Grzegorz Baran, Michał Pulkowski (77. Gábor Straka), Marcin Nowacki (55. Artur Sobiech) – Pavol Baláž, Remigiusz Jezierski (65. Łukasz Janoszka) Cheftrainer: Waldemar Fornalik | Ivan Turina – Marcin Kikut, Zlatko Tanevski, Manuel Arboleda, Luis Henríquez – Sławomir Peszko (89. Jakub Wilk), Tomasz Bandrowski, Rafał Murawski, Semir Štilić (73. Dimitrije Injac) – Robert Lewandowski (90. Ivan Đurđević), Hernán Rengifo Cheftrainer: Franciszek Smuda | Lech Posen |
| Ruch Chorzów                             | 0:1 Sławomir Peszko (51.) | | Lech Posen |
| Ruch Chorzów                             | Rafał Grodzicki, Remigiusz Jezierski | Ivan Turina, Złatko Tanewski, Tomasz Bandrowski | Lech Posen |
| 19. Mai 2009 in Chorzów (Stadion Śląski) | | |            |
| Ergebnis: 0:1 (0:0)                      | | |            |
| Zuschauer: 25.000                        | | |            |
| Schiedsrichter: Tomasz Mikulski (Lublin) | | |            |

## Beste Torschützen
Nachfolgend sind die besten Torschützen des polnischen Fußballpokals 2008/09 aufgeführt. Die Sortierung erfolgt nach Anzahl ihrer Treffer, bei gleicher Toranzahl alphabetisch.
| \| Rang \| Spieler \| Verein \| Tore \| \| ---- \| --------------- \| -------------- \| ---- \| \| 1 \| Ilijan Mizanski \| Zagłębie Lubin \| 4 \| \| 1 \| Fabian Pańko \| Stal Sanok \| 4 \| |                 |                |      |
| Rang | Spieler         | Verein         | Tore |
| 1 | Ilijan Mizanski | Zagłębie Lubin | 4    |
| 1 | Fabian Pańko    | Stal Sanok     | 4    |